# Klösterle

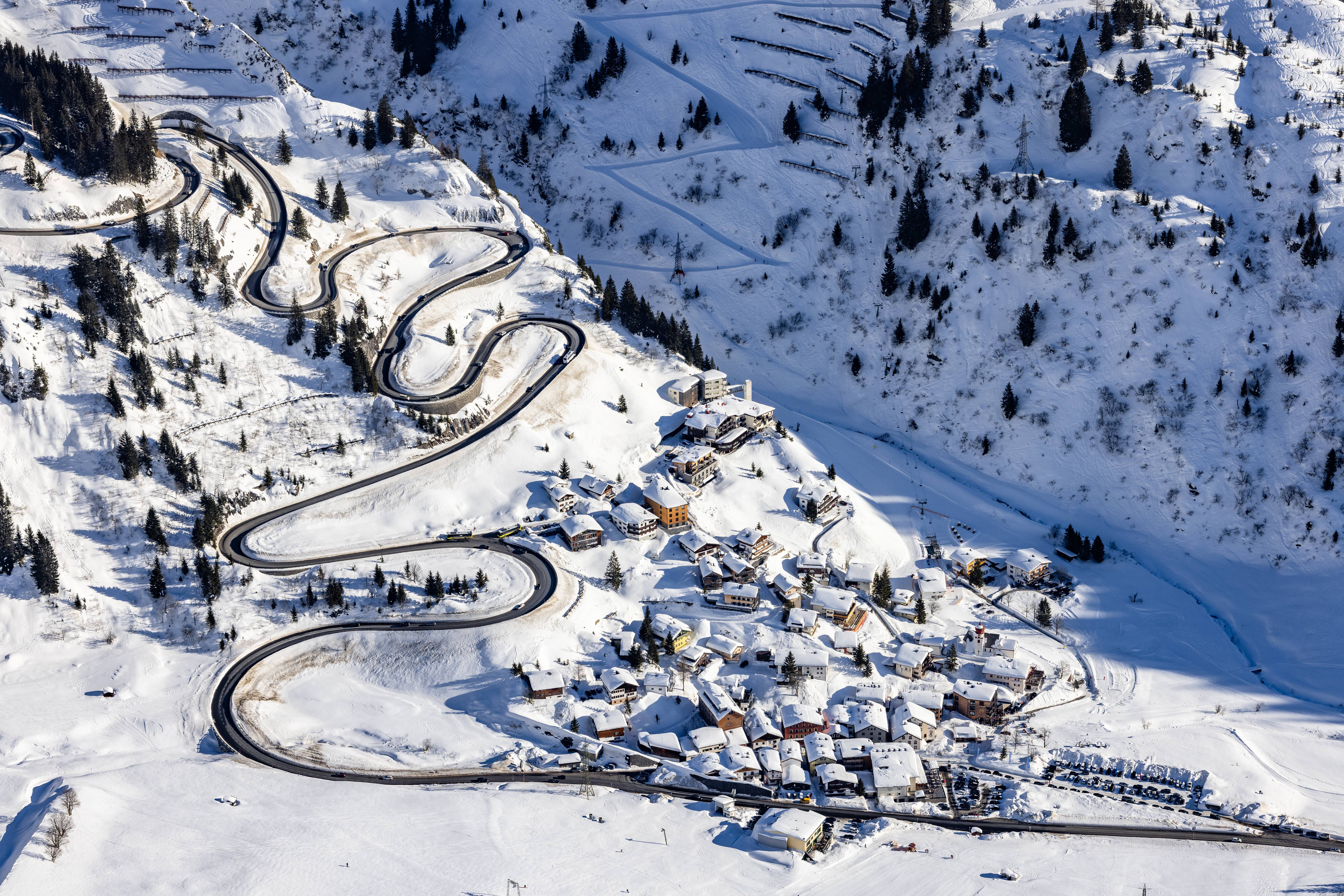
Stuben (Gemeinde Klösterle), vu d'Erzberg. Février 2022.

Klösterle est une commune autrichienne du district de Bludenz dans le Vorarlberg.